# Mustalaissaari (ö i Norra Karelen)
Mustalaissaari är en ö i Finland. Den ligger i sjön Höytiäinen och i kommunen Polvijärvi i den ekonomiska regionen  Joensuu ekonomiska region  och landskapet Norra Karelen, i den sydöstra delen av landet, 400 km nordost om huvudstaden Helsingfors. Öns area är 26,2 hektar och dess största längd är 1,4 kilometer i sydöst-nordvästlig riktning.